# Space cake
Pour l’article homonyme, voir Space cake (homonymie).
 (décembre 2008).
Si vous disposez d'ouvrages ou d'articles de référence ou si vous connaissez des sites web de qualité traitant du thème abordé ici, merci de compléter l'article en donnant les références utiles à sa vérifiabilité et en les liant à la section « Notes et références ».

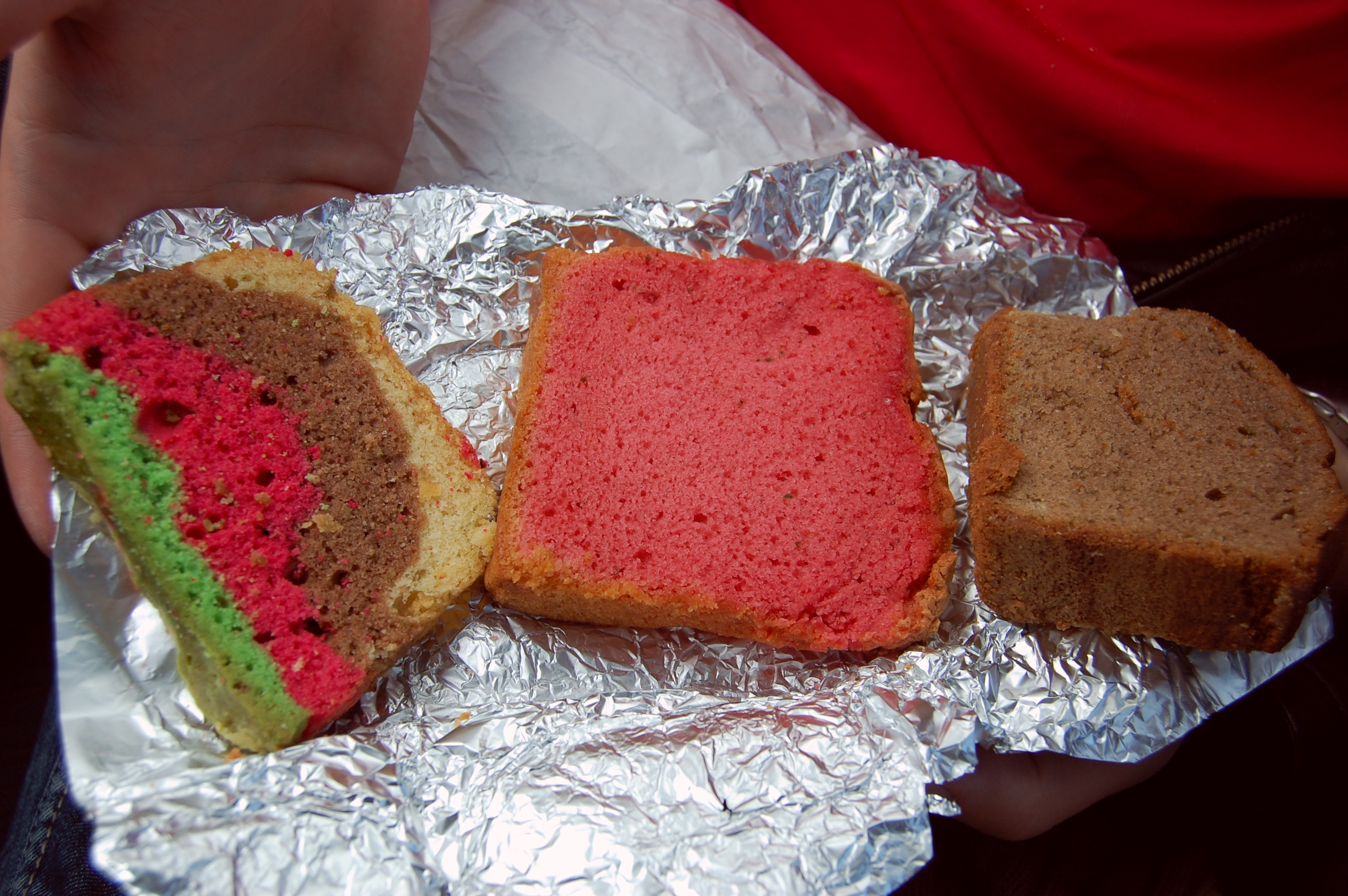
Différentes formes de space cake à Amsterdam

Un space cake, désignation formée de cake (« gâteau ») et du verbe (to) space out (« abrutir », « assommer ») réduit à space, est une pâtisserie à laquelle on a ajouté du cannabis sous forme de haschich ou d'herbe. Un corps gras (beurre) permet de dissoudre les composants psychoactifs du cannabis et de préparer le gâteau, il est notamment question de space beurre ou de beurre de Marrakech.

## Différences entre space cake et joint
La différence avec un joint de cannabis est que l'effet du gâteau dure plus longtemps et est plus intense. La diffusion du produit actif du cannabis (THC) dans le corps est fonction de la digestion de l'aliment, un processus qui peut prendre plusieurs heures.

## Effets
Les effets produits par ce dernier peuvent être différents en fonction de chacun : hallucination, euphorie, vomissement, convulsions, évanouissements répétitifs, pertes des sens. Le consommateur est alors placé dans un état second.
Le temps entre l'ingestion et les effets peut varier de plusieurs heures et les consommateurs font souvent l'erreur de doubler la dose en pensant que les effets ne les ont pas touchés. Une fois sous l'emprise des effets du space cake, le temps d'hallucination dépend de la dose ingérée.

## Réglementation

### Légalité des «space cakes» au Δ9-THC dans l’Union européenne
Dans l’Union européenne, le cadre juridique diffère selon qu’il s’agit de la culture du chanvre ou de la mise sur le marché d’aliments contenant du Δ9-THC.
La culture de Cannabis sativa L. est autorisée lorsque la teneur de la plante ne dépasse pas 0,3 % de Δ9-THC sur matière sèche.
Pour les denrées alimentaires, le règlement (UE) 2022/1393 fixe des teneurs maximales de Δ9-THC à 3 mg/kg pour les produits à base de graines de chanvre et à 7,5 mg/kg pour les huiles. L’Observatoire européen des drogues souligne que ces limites « rendent inadaptée l’utilisation d’un seuil en pourcentage (0,2 % ou 0,3 %) pour les denrées destinées à la consommation humaine ». Les aliments ajoutant intentionnellement des cannabinoïdes, dont le Δ9-THC, sont considérés comme des « nouveaux aliments » au sens du règlement (UE) 2015/2283 ; aucune autorisation n’est en vigueur au 5 mai 2025.
En pratique, plusieurs boutiques en ligne affirment livrer des space-cakes au Δ9-THC dans différents pays de l’UE,,, mais cette commercialisation demeure soumise aux limites fixées par le règlement (UE) 2022/1393 et aux législations nationales.
Plusieurs États appliquent des législations nationales plus strictes ; aux Pays-Bas, la vente de pâtisseries au cannabis est seulement « tolérée » dans les coffee-shops, sans que cela constitue une légalisation formelle.